# Hitrești, Fălești
Hitrești este un sat situat în vestul Republicii Moldova, în Raionul Fălești. Aparține administrativ de comuna Sărata Veche. La recensământul din 2004 avea o populație de 589 locuitori.